# Federal Hockey League 2015-2016
La Federal Hockey League 2015-2016 è la sesta edizione di questo campionato.

## Squadre partecipanti
Il numero di squadre iscritte rimase a quota sei, ma delle compagini della stagione precedente soltanto una, i Danville Dashers, venne confermata senza alcun cambiamento.
I campioni in carica dei Watertown Wolves annunciarono la sospensione delle attività per una stagione, a causa dei lavori previsti al palazzo del ghiaccio. Similmente anche gli Steel City Warriors sospesero le attività in mancanza di uno stadio del ghiaccio.
Per i Danbury Whalers, che non avevano raggiunto un accordo per i'utilizzo del palazzetto di Danbury, fu dapprima annunciato lo spostamento a Brewster col nome di Stateline Whalers, poi la cessione dei diritti alla stessa città.
Anche i Dayton Demonz chiusero i battenti per decisione del proprietario, che preferì concentrarsi sulle altre due squadre di sua proprietà nella lega, i Dashers e i neonati Port Huron Prowlers.
I Berkshire Battallion furono a loro volta spostati a Dayton, prendendo il nome di Dayton Demolition.
Oltre ai Prowlers, furono create poi altre tre compagini: i Berlin River Drivers, i Brewster Bulldogs e i Danbury Titans.
Il 17 gennaio 2016 la lega revocò l'affiliazione della franchigia dei Dayton Demolition ai proprietari della squadra, a causa di ripetuti problemi finanziari e organizzativi. La squadra continuò comunque regolarmente il campionato, sotto la guida della FHL, nell'attesa di un nuovo proprietario, che venne annunciato dieci giorni dopo: una cordata guidata da Joe Pace Sr., tra il 2011 e il 2013 head coach dei Danville Dashers.

## Stagione regolare
| Squadra             | PG | V  | VOT | POT | P  | GF  | GS  | Pt  | %     |
| ------------------- | -- | -- | --- | --- | -- | --- | --- | --- | ----- |
| Danbury Titans      | 57 | 32 | 7   | 4   | 14 | 295 | 198 | 114 | 0.667 |
| Port Huron Prowlers | 55 | 29 | 7   | 1   | 18 | 262 | 218 | 102 | 0.618 |
| Danville Dashers    | 56 | 30 | 3   | 7   | 16 | 225 | 185 | 103 | 0.613 |
| Dayton Demolition   | 55 | 19 | 4   | 5   | 27 | 227 | 249 | 70  | 0.424 |
| Brewster Bulldogs   | 56 | 13 | 5   | 8   | 30 | 198 | 277 | 57  | 0.339 |
| Berlin R. D.        | 55 | 14 | 4   | 5   | 32 | 218 | 298 | 55  | 0.333 |

## Play-off
|  | Semifinali          | Semifinali          | Semifinali        | Semifinali | Semifinali |  |  | Finale              | Finale              | Finale              | Finale              | Finale | Finale | Finale |  |
|  |                     |                     |                   |            |            |  |  |                     |                     |                     |                     |        |        |        |  |
|  | Danbury Titans      | Danbury Titans      | Danbury Titans    | 5          | 4          |  |  |                     |                     |                     |                     |        |        |        |  |
|  | Dayton Demolition   | Dayton Demolition   | Dayton Demolition | 4          | 3          |  |  | Danbury Titans      | Danbury Titans      | Danbury Titans      | Danbury Titans      | 2      | 3      | 1      |  |
|  | Port Huron Prowlers | Port Huron Prowlers | 2                 | 3          | 6          |  |  | Port Huron Prowlers | Port Huron Prowlers | Port Huron Prowlers | Port Huron Prowlers | 3      | 4      | 3      |  |
|  | Danville Dashers    | Danville Dashers    | 4                 | 2          | 3          |  |  |                     |                     |                     |                     |        |        |        |  |

I Port Huron Prowlers vincono la loro prima Commissioner Cup.

## Premi
| Premio                     | Vincitore           | Squadra             |
| -------------------------- | ------------------- | ------------------- |
| MVP                        | Tyler Gjurich       | Danbury Titans      |
| MVP - Playoff              | Dan McWhinney       | Port Huron Prowlers |
| Miglior portiere           | Matt Anthony        | Danville Dashers    |
| Miglior difensore          | Brad Denney         | Danville Dashers    |
| Miglior difensore          | André Niec          | Berlin R. D.        |
| Miglior marcatore - Punti  | Tyler Gjurich (100) | Danbury Titans      |
| Miglior marcatore - Gol    | Tyler Gjurich (50)  | Danbury Titans      |
| Miglior marcatore - Assist | John Scorcia (70)   | Danbury Titans      |
| Rookie dell'anno           | John Scorcia        | Danbury Titans      |
| Miglior Plus/Minus         | Ryan Patsch (+47)   | Danbury Titans      |
| Miglior allenatore         | Phil Esposito       | Danbury Titans      |